# Rhaphuma rybniceki
Rhaphuma rybniceki là một loài bọ cánh cứng trong họ Cerambycidae.